# Пшевротне
Пшевротне (пол. Przewrotne) — село в Польщі, у гміні Глогув-Малопольський Ряшівського повіту Підкарпатського воєводства. Населення — 1732 особи (2011).
У 1975-1998 роках село належало до Ряшівського воєводства.

## Демографія
Демографічна структура станом на 31 березня 2011 року:
|          | Загалом | Допрацездатний вік | Працездатний вік | Постпрацездатний вік |
| -------- | ------- | ------------------ | ---------------- | -------------------- |
| Чоловіки | 863     | 168                | 602              | 93                   |
| Жінки    | 869     | 178                | 484              | 207                  |
| Разом    | 1732    | 346                | 1086             | 300                  |